# کرسپین، نور
کرسپین، نور (فرانسوی: Crespin, Nord‎) یک کمون در نور، فرانسه است.
جمعیت کرسپین در سال ۲۰۰۹ میلادی ۴٬۴۵۸ نفر و ۹٫۹۴ کیلومترمربع می‌باشد.